# دراکونکتس نارینوسوس
دراکونکتس نارینوسوس(نام علمی: Draconectes narinosus) نام یک گونه از راسته کپورماهی‌سانان می باشد.